# Який батько, такий син (фільм)
«Який батько, такий син» (яп. そして父になる, англ. Like Father, Like Son) — японська драма 2013 року режисера та сценариста Хірокадзу Корееди. Фільм було номіновано на Золоту пальмову гілку 66-го Каннського кінофестивалю, на якому він здобув Приз журі.

## Сюжет
Рьота Нономія — успішний бізнесмен, який так зайнятий роботою, що нехтує своєю дружиною, Мідорі і сином Кейта. Одного дня повернувшись додому, Мідорі каже йому, що їм потрібно з'явитися у лікарні, де народився Кейта. Прибувши до лікарні, пара дізнається, що їхнього біологічного сина Рюсея поміняли з Кейта при народженні. Після підтвердження помилки ДНК-тестами, вони повинні ухвалити рішення, що змінить їхні життя — залишити Кейту, хлопчика, якого вони виховували як свого сина, чи обміняти його на свого біологічного сина.
Рьота й Мідорі зустрічаються з іншою парою, Юкарі та Юдаєм Сайкі, бідними жителями маленького містечка, які краще розуміють важливість зв'язку між дитиною та батьками. Після декількох зустрічей вони вирішують обмінятися дітьми на одну суботу. Після ще декількох зустрічей вони нарешті вирішують обмінятися дітьми. Четверо батьків тяжко приймають втратою своїх попередніх синів, а відсутність батьків, яких вони знали, змушує обох хлопчиків емоційно закритися, що призводить до втечі Рюсея з дому Нономії. Рьота повертає Рюсея додому.
Рьота й Мідорі починають зближуватися з Рюсеєм. Проте Рьота з часом усвідомлює свою помилку. Троє повертаються до родини Сайкі, але Кейта втікає від Рьоти. Наздогняючи його, Рьота вибачається перед Кейта. Вони повертаються до Сайкі й обидві родини заходять додому.

## У ролях
- Масахару Фукуяма — Рьота Нономія
- Матіко Оно — Мідорі Нономія
- Кейта Ніномія — Кейта, син Рьоти й Мідорі
- Рірі Фуранкі — Юдай Сайкі
- Йоко Макі — Юкарі Сайкі
- Сьоген Хван — Рюсей, син Юкарі та Юдая
- Дзюн Кунімура — Кадзусі Каміяма
- Ісао Нацуяги — Рьосуке Нономія, батько Рьоти
- Дзюн Фубукі — Нобуко Нономія, мачуха Рьоти
- Кірін Кікі — Ріко Ісідзекі, мати Мідорі

## Критика
Стрічка отримала позитивні відгуки кінокритиків. Рейтинг на сайті Rotten Tomatoes становить 88%, середня оцінка — 7,6/10. На Metacritic сумарний бал на основі 33 рецензій становить 73 зі 100.
Топ-списки критиків:
- Топ-5 іноземних фільмів — Кеннет Туран, «Лос-Анджелес Таймс»[5]
- 5 місце — Серена Донадоні, «Віллидж Войс»
- 2 місце — Джеймс Берардінеллі, «Reelviews»[6]
- Топ-10 — Мойра Макдоналд, «Сіетл Таймс»[7]

## Нагороди
| Рік  | Премія                       | Категорія                      | Номінант                                       | Результат |
| ---- | ---------------------------- | ------------------------------ | ---------------------------------------------- | --------- |
| 2013 | 66-й Каннський кінофестиваль | Приз журі                      | Хірокадзу Корееда                              | Перемога  |
| 2013 | 66-й Каннський кінофестиваль | Приз екуменічного журі         | Хірокадзу Корееда                              | Перемога  |
| 2013 | 66-й Каннський кінофестиваль | Золота пальмова гілка          | Хірокадзу Корееда                              | Номінація |
| 2013 | APSA                         | Найкращий фільм                | Каору Мацудзакі, Хідзірі Тагуті                | Номінація |
| 2013 | APSA                         | Досягнення у режисурі          | Хірокадзу Корееда                              | Номінація |
| 2013 | APFF                         | Найкращий фільм                | Хірокадзу Корееда                              | Перемога  |
| 2013 | APFF                         | Найкращий режисер              | Хірокадзу Корееда                              | Перемога  |
| 2013 | APFF                         | Найкращий монтаж               | Хірокадзу Корееда                              | Номінація |
| 2013 | APFF                         | Найкращий актор                | Масахару Фукуяма                               | Номінація |
| 2013 | APFF                         | Найкращий актор другого плану  | Рірі Фуранкі                                   | Номінація |
| 2013 | «Блакитна стрічка»           | Найкращий фільм                | «Який батько, такий син»                       | Номінація |
| 2013 | «Блакитна стрічка»           | Найкращий режисер              | Хірокадзу Корееда                              | Номінація |
| 2014 | Азіатська кінопремія         | Найкращий режисер              | Хірокадзу Корееда                              | Номінація |
| 2014 | Азіатська кінопремія         | Найкращий актор                | Масахару Фукуяма                               | Номінація |
| 2014 | Азіатська кінопремія         | Найкращий новий актор          | Кейта Ніномія                                  | Номінація |
| 2014 | Премія Японської академії    | Найкращий фільм                | Хірокадзу Корееда                              | Номінація |
| 2014 | Премія Японської академії    | Найкращий режисер              | Хірокадзу Корееда                              | Номінація |
| 2014 | Премія Японської академії    | Найкращий актор                | Масахару Фукуяма                               | Номінація |
| 2014 | Премія Японської академії    | Найкраща актриса               | Матіко Оно                                     | Номінація |
| 2014 | Премія Японської академії    | Найкращий актор другого плану  | Рірі Фуранкі                                   | Перемога  |
| 2014 | Премія Японської академії    | Найкраща актриса другого плану | Йоко Макі                                      | Перемога  |
| 2014 | Премія Японської академії    | Найкращий сценарій             | Хірокадзу Корееда                              | Номінація |
| 2014 | Премія Японської академії    | Найкращий саундтрек            | Такесі Мацубара, Дзюніті Мацумото, Такасі Морі | Номінація |
| 2014 | Премія Японської академії    | Найкраща операторська робота   | Мікія Такімото                                 | Номінація |
| 2014 | Премія Японської академії    | Найкраще світло                | Норікійо Фудзі                                 | Номінація |
| 2014 | Премія Японської академії    | Найкращий звук                 | Ютака Цурумакі                                 | Номінація |
| 2014 | Премія Японської академії    | Найкращий монтаж               | Хірокадзу Корееда                              | Номінація |